# Караменди
Караменди́ (каз. Қарамеңді) — село, центр Наурзумського району Костанайської області Казахстану. Адміністративний центр Карамендинського сільського округу.
До 1999 року село називалось Докучаєвка.
Населення — 4189 осіб (2021; 4694 у 2009, 5326 у 1999, 6732 у 1989).